# SV Wehen Wiesbaden
Az SV Wehen Wiesbaden egy német labdarúgócsapat, melyet 1926. január 1-én alapítottak Wiesbaden városában. A klub sokáig amatőr-félamatőr szinten szinten szerepelt, mígnem a 2000-es években sikerült megvetniük a lábukat a harmadosztályban. 2007 és 2009 között két szezont töltöttek a másodosztályban, a tartományi kupa négyszeri megnyerése mellett ez számít a klub legnagyobb sikerének.

## Sikerek

### Nemzeti
- Regionalliga Süd (III.) bajnok: 2006-07
- Oberliga Hessen (IV.) bajnok: 1996-97
- Landesliga Hessen-Mitte (IV.) bajnok: 1988-89

### Tartományi
- Hessenpokal győztes: 1988, 1996, 2000, 2011, 2017, 2019

## Jelenlegi keret
2019. szeptember 2. szerint.
| #  |     | Poszt | Név                                                     |
| -- | --- | ----- | ------------------------------------------------------- |
| 1  | GER | K     | Lukas Watkowiak                                         |
| 2  | GER | V     | Dominik Franke (kölcsönben az VfL Wolfsburg csapatától) |
| 3  | GER | V     | Tobias Mißner                                           |
| 4  | GER | V     | Sascha Mockenhaupt                                      |
| 5  | GER | V     | Benedikt Röcker                                         |
| 6  | GER | KP    | Tobias Schwede                                          |
| 7  | GER | KP    | Maximilian Dittgen                                      |
| 8  | GER | CS    | Phillip Tietz                                           |
| 9  | GER | CS    | Manuel Schäffler                                        |
| 10 | POL | KP    | Sebastian Mrowca ()                                     |
| 11 | GER | CS    | Nicklas Shipnoski                                       |
| 13 | CRO | V     | Jakov Medić (kölcsönben az 1. FC Nürnberg csapatától)   |
| 14 | GER | KP    | Jules Schwadorf                                         |
| 15 | GER | KP    | Paterson Chato                                          |
| 16 | GER | V     | Niklas Dams                                             |
| 17 | GER | KP    | Daniel-Kofi Kyereh                                      |
| 18 | GER | KP    | Jan Vogel                                               |

| #  |     | Poszt | Név                                                         |
| -- | --- | ----- | ----------------------------------------------------------- |
| 19 | GER | V     | Michel Niemeyer                                             |
| 20 | GER | V     | Moritz Kuhn                                                 |
| 21 | GER | KP    | Patrick Schönfeld                                           |
| 22 | GER | KP    | Marvin Ajani                                                |
| 24 | GER | KP    | Jeremias Lorch                                              |
| 25 | GER | K     | Jan Albrecht                                                |
| 26 | GER | KP    | Marcel Titsch-Rivero                                        |
| 27 | GER | V     | Michael Guthörl                                             |
| 28 | GER | KP    | Gökhan Gül                                                  |
| 29 | GER | K     | Jan-Christoph Bartels (kölcsönben az 1. FC Köln csapatától) |
| 31 | GER | K     | Arthur Lyska                                                |
| 32 | GER | KP    | Stefan Aigner                                               |
| 33 | GER | V     | Marc Wachs                                                  |
| 34 | GER | CS    | Stefan Lorenz                                               |
| 39 | GER | CS    | Törles Knöll (kölcsönben az 1. FC Nürnberg csapatától)      |
| 40 | GER | KP    | Giona Leibold                                               |